# Comté d'Albon
Comté d'Albon-Viennois redirige ici.
Pour les articles homonymes, voir Albon (homonymie) et Viennois (homonymie).
vers 1030 – vers 1142
Entités précédentes :
- Comté de Vienne

Entités suivantes :
- Dauphiné de Viennois

Le comté d'Albon, ou comté d'Albon-Viennois, est un fief issu du comté de Vienne, lui-même intégré au royaume de Bourgogne et d'Arles qui appartient au Saint-Empire romain dès 1032 à la mort de Rodolphe III de Bourgogne. Le comté d'Albon s'étend rapidement du fait des possessions successives des comtes d'Albon et sera renommé Dauphiné de Viennois en 1142 sous le règne de Guigues V d'Albon, premier dauphin du Viennois au décès de Guigues IV d'Albon, qui fut nommé Guigues Dauphin dans des actes de 1110 à juin ou juillet 1142 lors de son décès à La Buissière,,.

## Origine
D'après Georges de Manteyer, la succession des Guigues provient de la localité de Vion au IXe siècle, précédée elle-même d'une série de Rostaing, l'un de ces Rostaing, cède deux églises du Viennois à Archambaud, comte de Vienne en 844.Un premier comte en Viennois Guigues (Wigo) Ier de Vion, comte de Vion, à l'origine des comtes d'Albon, à Vienne, en août 912, donne à l'église dédiée au Saint-Sauveur et à Saint-Maurice, dont Alexandre est archevêque, pour une messe quotidienne, un manse avec courtil, vigne et champs situés à Estressin. Souscrivent le comte Boson, le vicomte Ratburne.Ces actes témoignent d'une implantation nobiliaire viennoise originelle de la famille des futurs comtes d'Albon.
Selon Gérard Giordanengo, Professeur à l'École nationale des chartes, Guigues Ier d'Albon (995/1000-22 avril 1074/75), décédé à Cluny, sire de Vion (Ardèche), village sur la rive droite du Rhône, comte d'Albon est la tige des futurs dauphins de Viennois. En 1023, le comté de Vienne fut concédé à l'archevêque de Vienne par Rodolphe III de Bourgogne. À  son décès en 1032, le pouvoir est ecclésiastique, au sein de Saint-Empire romain germanique, et les archevêques de Vienne Burchard puis Léger permirent sans inféodation véritable, l'extension concomitante comtale sous les règnes de Conrad II et de son fils Henri III. Celle du comte Humbert aux Blanches Mains après 1030 en Maurienne en partie du fait de la fidélité à l'Empereur Conrad et d'un serment de paix prêté aux autorités ecclésiastiques viennoises vers 1036 . Celle des comtes d'Albon, par l'usage de la force et par d'habiles alliances matrimoniales qui accrurent sensiblement leur territoire : Guigues Ier d'Albon (appelé aussi Guigues le Vieux) s'instituant prince de la province de Grenoble avec son fils Guigues II (le Gras) en 1052, qui, pour la rémission de ses méfaits, donne au monastère de St-Pierre hors les murs de Vienne et à l'église de Vienne, ensuite se fit moine.

## Géographie
Si le comté de Vienne issu du Pagus Viennensis (dit Viennois) était une subdivision territoriale carolingienne dirigée par un comte, dépendant directement du palais, au sein de la Bourgogne viennoise ou Cisjurane , à partir de l'an Mil, l'exemple du Sermorens, défini en 885 comme un pagus à part entière (in pago vero Salmoriacensi : Cartulaires de l’église cathédrale de Grenoble, 885), fournit un exemple comparable, puisque la documentation du début du XIe siècle hésitait beaucoup sur sa définition, utilisant tour à tour les qualificatifs de pagus, de comitatus, d’ager, de territorium, voire de villa.
Il apparaît ainsi difficile de délimiter les contours du comté d'Albon à sa naissance en 1032, tout au plus peut-on suivre l'historique des possessions de ces comtes qui vont progressivement créer des territoires comtaux aboutissant au Dauphiné de Viennois.
Les premières implantations historiques sont centrées sur la région du Graisivaudan, et les comtes d'Albon seront enterrés dans ce comté, de Guigues II au monastère de Saint-Robert de Cornillon, à Guigues IV puis au dauphin Guigues V en 1162 dans les cloîtres de la Cathédrale de Grenoble.
D'après Nicolas Payraud citant Isabelle Cartron, les premières implantations dès 1009 au château de Moras, villa voisine de Mantaille et d'Albon sont issues de la décomposition d'un ancien domaine fiscal carolingien des Bosonides, sur lequel l'archevêque aurait hérité de l'autorité impériale. La villa Mantule demeure aux mains de l'église de Vienne jusqu'au début du XVe siècle. En 1009, les futurs comtes d'Albon possèdent déjà la partie occidentale de ce domaine, autour d'Albon, qui s'étend jusqu'à Anneyron et est probablement la villa Epaonis citée en 890. La terre de Moras, propriété patrimoniale de ceux-ci dès le début du XIe siècle, appartient ainsi au noyau originel du Dauphiné.
Le même auteur reprenant la thèse de Marie-Pierre Estienne ayant démontré que les villae du XIe siècle représentaient souvent une étape dans la transition entre les structures carolingiennes et seigneuriales, en lien avec la formation des paroisses; le lieu est ainsi mentionné en premier et associé à la nouvelle entité: le castrum. La référence à la villa, citée en seconde position, semble trahir l'élaboration, sinon d'une forme de hiérarchie, du moins d'un centre d'intérêt différent, prenant en référence le castrum des Guards à Nyons au XIIe siècle au détriment de la villae .Les Xe – XIIe siècles sont l'époque de la "révolution castrale" : de 1020 à 1120, Henri Falque-Vert recense l'apparition de 101 nouveaux châteaux dans le territoire dauphinois.
Ce sont des nouveaux castrum qu'investissent les premiers comtes du comté d'Albon depuis le château d'Albon, au XIe siècle, installant sur la colline une motte, construite sur un éperon naturel, par la suite emmotté et surélevé lors de la constitution de la plate-forme artificielle. À l'intérieur de la basse-cour, un complexe palatial comprenant un vaste bâtiment à étages construit en pierre à usage résidentiel (camera) datant des XIe – XIIe siècle est accolé une salle d'apparat (aula),,.
Après 1050 sont décrites des Châtellenies en Grésivaudan en particulier à Vizille et en Briançonnais jusqu'à Oulx et des droits sur des communes en piémontais.
À cette époque sont construits le Prévôté de Saint Laurent d'Oulx, ainsi que des prieurés dans le val Cluson et en Oisans.
Le prieuré Saint-Robert, fut construit à Saint-Égrève en 1070 sous Guigues II, par des moines, sous la dépendance de l’abbaye bénédictine de la Chaise-Dieu en Haute-Loire.
En 1107, le Sermorens est divisé par le pape Pascal II avec 22 châteaux répartis selon les Châtellenies locales dominées par les comtes de Savoie et la Maison d'Albon.

## Histoire

### Implantation en Graisivaudan et sur les terres d'Albon

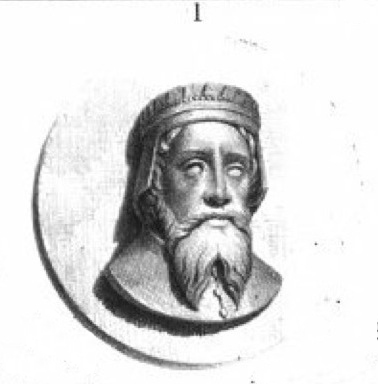
Guigues Ier d'Albon par Alexandre Debelle (1805-1897).

Dans les actes du Regeste Dauphinois (1913), les membres de la Maison d'Albon sont déjà implantés vers Grenoble en 996 : Guigues l' Ancien ou Guigues I est cité comte de Graisivaudan avec son épouse Frédeburge et Humbert évêque de Grenoble, leur fils. En 1009 le roi Rodolphe, à la demande de sa première épouse la reine Agilarude, de son frère Burchard, archevêque de Lyon, donne à Humbert, évêque de Grenoble, à sa mère Fréburgie, à ses neveux Humbert, Guigues III ( Guigues Ier d'Albon) et Guillaume, fils de Guigues II (l'ancien Wigo) la moitié du château de Moras de la terre du roi Conrad. Selon Nicolas Payraud, la châtellenie de plaine de Moras, l'une des plus anciennes possessions des comtes d'Albon, est un véritable grenier à blé du futur Dauphiné. Les paroisses de la Valloire dépendent au Moyen Âge du diocèse de Vienne. Guigues Ier d'Albon marié avec Adalsendis ou Adelaïde de 1035 à 1052,, s'implante solidement dans ses nouveaux domaines et les étend.

### Extension en Briançonnais et en Piémont
En 1058, il acquiert des territoires au Monêtier de-Briançon et à Oulx afin de relier des territoires rhodaniens au fief Alpin en maîtrisant les régions intermédiaires, et de favoriser la circulation par le Mont-Genèvre qui restait l'axe principal avec le col du Grand-Saint-Bernard au XIe siècle, comme le comte Humbert avait privilégié la Maurienne et le Mont-Cenis vers le val de Suse qui redeviendra un des axes principaux de passage vers l'Italie le siècle suivant.
Outre le Briançonnais, Guigues le Vieux, comte d'Albon, détient à cette époque, au-delà du Montgenèvre et un peu avant Suse, une partie de la vallée du Cluson avec des droits sur Césane, Salbertrand et Exilles. L'extension d'influence des comtes d'Albon dans la région correspond à celle de la Prévôté de Saint Laurent d'Oulx fondée vers 1050, puis dotée de nombreux prieurés dans la vallée du Cluson, en Briançonnais et en Oisans. Dès les origines, cette abbaye se voit octroyer par les comtes d'importants privilèges.
Les comtes d'Albon ont à Briançon un châtelain en 1063, et un tribunal en 1096.
Guigues Ier d'Albon est cité comme fils de Gotelène avec son neveu Humbert dans une charte de Cluny datée de 1070 et décède vers le 22 avril 1075 comme comte de Graisivaudan.
En 1070, le comte Guigues II donne à sa fiancée Inès de Barcelone, le château d'Albon, de Moras, de Vals, la villa de Saint-Donat avec son territoire et tous ses alleux à l'exception de Clérieu, Serves et Chevrières; il lui attribue en outre en Graisivaudan, Cornillon-en-Trièves, Varces et Oriol, le château de Briançon. Il est cité comte d'Albon et décède vers 1079.

### La division et la disparition du comté de Sermorens
Si l'installation en Grésivaudan (l'ancien Pagus Gratianopolitanus) fut le premier objectif avant l'an Mil, l'arrivée d'Hugues de Châteauneuf comme évêque de Grenoble en 1080, canonisé deux après sa mort en 1132 en Saint-Hugues entraîna une longue rivalité avec l'archevêque de Vienne Guy de Bourgogne, devenu ensuite le pape Calixte II (1119-1124). Le principal sujet de discorde était le comté de Sermorens. D'après Laurent Ripart, des diplômes des derniers rois carolingiens à partir de 878 sous Louis le Bègue et des Chartes allant de 902 à 976, considèrent tous que le pays de Sermorens, désormais qualifié de pagus et non plus de comitatus, se trouvait situé dans la dépendance du pagus de Grenoble. Cet état de fait persiste jusqu'au 24 avril 1011, date à laquelle le roi de Bourgogne Rodolphe III rédige à Aix, un acte (Douaire) en faveur de son épouse, la reine Ermengarde qui reçoit ainsi plusieurs terres dont les comtés de Sermorens et de Vienne. Ainsi après la cession du comté de Vienne en 1023 de Rodolphe III à l'archevêché de l'Église de Vienne, cette dernière en 1030 remet au comte Humbert aux Blanches-Mains l'engagement avec serment d'observer dorénavant une paix qui s'étendra aux comtés de Viennois, de Bugey et de Sermorens. En 1095, le pape Urbain II mande au comte Guigues III, au clergé et au peuple de Grenoble, que, dans le concile tenu à Clermont, il a donné satisfaction aux plaintes de leur évêque au sujet du pagus de Sermorens. L'archevêque de Vienne ayant refusé d'obéir à la décision du concile de Plaisance, il a restitué cet archidiaconé à Hugues; tant que Guy refusera de se soumettre à cette décision, l'église de Grenoble sera soustraite à son obédience . Stimulé par les lettres apostoliques , le comte Guigues se rend auprès de l'archevêque de Vienne et obtient de lui, par menaces et par prières, la restitution du pagus de Sermorens à l'église de Grenoble. Le 29 janvier 1107, alors qu’il résidait à Lyon, le pape Pascal II parvint, avec le conseil de plusieurs des évêques de la région et celui du comte d’Albon, à faire accepter aux protagonistes les termes d’un règlement du conflit. Le texte de l’accord interdisait à l’archevêque de Vienne d’intervenir au-delà du cours de la Bourne jusqu’à sa confluence avec l’Isère. Ce partage ne se fit pas sur le dénombrement des églises mais sur les « castra » et « mandamenda ». Cette énumération relève vingt-deux châteaux et mandements et chaque partie en reçoit onze. Ceci scellera la fin du comté de Sermorens.

### L'apparition de la dénomination de Dauphin
Vers le 15 juillet 1099, Hugues, évêque de Grenoble, de retour d'Italie tient un synode dans l'église de Saint-Vincent, le comte Guigues III vient, en présence du prélat et de tout le clergé, et fait abandon des églises, cens, dimes et droits ecclésiastiques qu'il détenait.
En mars 1106, Guillaume de Domène se donne à Dieu le jour de la fête de Saint-Benoît, dont il prend l'habit, et fait don au monastère de Domène de plusieurs redevances, y compris des terres qui furent la dot de sa mère. Cet acte est corroboré par le comte Guigues III et son épouse la Reine, originaire d'Angleterre (quæ fuit de Anglia), pour le repos de sa mère, qui est ensevelie là.
En octobre 1110 apparaît le nom de dauphin pour le fils de Guigues III, dans l'acte : Guigues le Comte et son épouse la reine Mathilde (Regina nom. Maheldis) donnent à l'Abbaye Notre-Dame-de-Chalais. Leurs fils Guigues Dauphin (Delfinus) et Humbert approuvent.
Le 05 septembre 1116 est signé un traité entre Hugues, évêque de Grenoble, et le comte Guigues III. Hugues se plaignait des dévastations commises par le comte dans la châtellenie de Montbonnot sur un sol commun. Guigues restitua les églises et leurs cimetières, dotations et dimes et rendit la liberté aux clercs de Grenoble et de Saint-Donat. Il affranchit de tout servage les familles des chanoines et donna en outre à l'église de Grenoble la condamine de Corbonne (rivière affluente à 9 km au Nord-Est de Grenoble). Les parties se donnèrent le baiser de paix. L'épouse du comte, Mathilde approuva, puis ses fils Guigues IV et Humbert futur évêque du Puy avant 1125, puis archevêque de Vienne en 1146.
Avant 1125, Le comte Guigues III, fils de Pétronille, donne et confirme au prévôt et aux chanoines de l'église de Saint-Laurent d'Oulx les dîmes et oblations qu'il avait dans leur église et dans ses dépendances. Sont témoins la reine Mathilde son épouse, son fils Humbert élu évêque du Puy .
Après 1128, Guigues IV dauphin, son épouse et son frère Humbert, évêque du Puy, confirment la donation du comte Guigues à l'abbaye de Bonnevaux et le pré qu'il avait donné en Valloire. Est témoin sa mère Mathilde.

### Les guerres de Guigues Dauphin et la soumission à l'autorité ecclésiastique viennoise
Le 30 janvier 1131, Guigues, comte dauphin, avec l'approbation de son père Guigues III, comte d'Albon, de la reine Mathilde, comtesse, et de son épouse Marguerite de Bourgogne, comtesse, sœur de Guillaume IV, comte de Bourgogne, donne à la milice du Temple de Salomon à Jérusalem et aux chevaliers défenseurs de la chrétienté.
Le 29 avril 1134 un désaccord entre Étienne archevêque de Vienne, et le dauphin Guigues, fils du comte Guigues, s'étant envenimé, les citoyens de Vienne et leurs partisans furent l'objet d'attaques continues ; la ville de Romans fut livrée au pillage, des hommes tués, d'autres emmenés prisonniers. Le comte d'Albon, confirma les dons de son père et de ses ancêtres à leur église, approuva la clôture de la ville et promit que, s'il y avait guerre entre lui et l'archevêque de Vienne, il ne les inquiéterait nullement, à moins que le prélat ne se servît de leur ville pour guerroyer.
Suivent trois actes de la même année qui montrent la prise de conscience de hauts dignitaires du risque de conflit et ramènent rapidement la paix à Romans et à Vienne : Lettre de Hugues d'Amiens, archevêque de Rouen et légat du Siège apostolique, au clergé et au peuple de Romans. Leur église doit son origine à Saint Barnard, archevêque de Vienne. Mais le comte Guigues, dauphin, s'est emparé violemment de leur ville et l'a cruellement dévastée. À cette annonce. le pape Innocent II l'a envoyé pour corriger ces excès. Arrivé là, il a convoqué Étienne, archevêque de Vienne, et les évêques Humbert du Puy, Eustache de Valence, Hugues de Grenoble. Le comte dauphin s'est rendu à leur appel, s'est humilié et a promis satisfaction du sacrilège commis par lui, on l'a absous.Suivent dans les actes suivants l'intervention d'Amédée Ier, comte de Genève partant sur le chemin de Saint-Jacques-de-Compostelle avec le comte d'Albon, et de Bernard de Clairvaux, intercédant en faveur du jeune dauphin. Ces actes sont les premiers véritables témoignages d'allégeance au pouvoir clérical viennois hormis la donation de Guigues Ier en 1052.
Il est mortellement blessé en 1142 à La Buissièreen faisant le siège du château de Montmélian par une contre-attaque de l'armée d'Amédée III de Savoie, son beau-frère. Il est inhumé dans les cloîtres de la Cathédrale de Grenoble.
Au XIIe siècle, après 1142, les comtes d'Albon prirent le titre de dauphins de Viennois et le comté d'Albon prit de nom de Dauphiné de Viennois.

## Titre comtal
Selon Laurent Ripart, après avoir supprimé toutes les charges comtales, les Rodolphiens ont confié les pouvoirs publics aux seuls évêques et aux abbés à la fin du Xe siècle, le pouvoir ottonien multiplie ensuite les ingérences dans le royaume de Bourgogne. En Viennois, l'autorité de Rodolphe III se délite et entre 1011 et 1023, le roi concède ainsi à l'archevêque de Vienne pas moins de sept donations royales, qui permettent à l'archevêque d'acquérir entre autres le comitatus, le château royal de Pipet qui domine sa cité, ainsi que de nombreuses possessions fiscales dans le comté de Vienne,.
L’archevêque de Vienne Léger joue un rôle particulièrement important dans ce processus, puisqu’il parvient à réunir l’ensemble de l’aristocratie régionale, aussi bien laïque qu’ecclésiastique, dans les conciles de paix qu’il tient à Vienne en 1036 et à Romans en 1037,.
Humbert, frère de Guigues II, évêque de Grenoble n’hésite pas à associer ses proches parents à ses actes de gestion obtenant par exemple, en 1009, que le roi Rodolphe III concède à sa parentèle la moitié du château royal de Moras. Lorsque Humbert meurt peu après 1016, son neveu Mallein est élu sur le siège épiscopal de Grenoble, qui possède un pouvoir de type princier.
Selon Georges de Manteyer comme pour Laurent Ripart, si un acte du 27 février 1016 porte, parmi les souscriptions, la signature d'un comte Guigues, cette signature n'a pu être apposée que plus tard, ce Guigues est indiqué comme étant le frère d'un Humbert, en l'occurrence l'évêque Humbert, arrivé à l'évêché de Valence après 1025. Encore en 1027, Guigues Ier d'Albon ne porte pas le titre de comte,. En revanche la charte de 1034, dans laquelle il est simplement qualifié d'illustrissimus vir (Cartulaires de l’église cathédrale de Grenoble), donne en fait le titre comtal des Guigonides qui reste à son décès, vers le 22 avril 1075, celui comme son ancêtre de comte en Grésivaudan.
Le titre de comte d'Albon est porté en 1079 à la fin de sa vie par son fils Guigues II et sur son épitaphe dans le cloître du monastère de Saint-Robert de Cornillon qu'il avait créé à Saint-Égrève,.
En 1080, une référence est faite à un comte d'Albon dans une citation de fiefs de l'évêque de Grenoble à Saint-Donat mais peut-être posthume à Guigues II ; dans les actes du Regeste dauphinois Guigues IIII est systématiquement nommé comte Guigues ou fils de Guigues Le Gras et ne prend le titre de comte d'Albon qu'en 1101,ceci jusqu'à son décès après 1132.
Son fils Guigues IV est dénommé dauphin dès 1110, puis comte dauphin en 1131, et également comte d'Albon de 1134 jusqu'à son décès en 1142.
Ses successeurs seront comtes d'Albon et dauphins de Viennois.

## Subdivisions

### Seigneuries
- Comté d'Albon-Viennois.
- Marquisat de Césane.
- Principauté de Briançonnais (intégrée vers 1040).
- Comté de Grésivaudan ou de Grenoble (intégré vers 1050, officialisé en 1116).

### Divisions ecclésiastiques

#### Diocèses et archidiocèses ayant leur siège au Comté d'Albon-Viennois
- Archidiocèse de Vienne (archevêques) ;
- Diocèse de Grenoble (évêques).